# Anthony Mann
Pour les articles homonymes, voir Mann.
Anthony Mann, de son vrai nom Emil Anton Bundsmann, est un réalisateur et scénariste américain, né le 30 juin 1906 à San Diego (Californie) et mort le 29 avril 1967 à Berlin (Allemagne).

## Biographie
Anthony Mann est né Emil Anton Bundsmann. Son père est issu d'une famille catholique d'Allemands des Sudètes et sa mère d'une famille juive bavaroise. Après la mort de son père en 1923, il commence sa carrière d'acteur sous le nom d'Antony Mann puis régisseur de théâtre,,,. En 1934, il fonde Stock Company, une troupe de théâtre dans laquelle joue notamment James Stewart.
En 1938, il est recruté par Selznick International Pictures pour superviser les essais d'acteurs sur des films comme Autant en emporte le vent ou Rebecca. Il devient ensuite assistant de Preston Sturges à Paramount Pictures, puis réalise son premier film, Le Mystérieux Docteur Broadway. Il enchaîne ensuite des séries B, comédies et films noirs pour RKO Pictures et Universal. En 1947, il tourne Desperate, premier de ses films dont il a écrit le scénario.
En 1950, il réalise son premier western, La Porte du diable. Il entérine les règles du genre aux côtés des John Ford, Howard Hawks, Henry Hathaway et tire lui aussi le meilleur parti du CinemaScope en filmant les grands espaces. Il inscrit ses westerns dans une vision classique, voire « sensationnaliste » du genre : avant tout, action, et romance en toile de fond. L'importance de ses films s'appuie sur le fait que ses héros sont très souvent des personnages dont le passé trouble affleure, beaucoup plus ambigus que les archétypes universels de John Ford : c'est le cas de James Stewart dans Les Affameurs et de Gary Cooper dans L'Homme de l'Ouest. Ce sont des personnages complexes, en quête de rachat et de reconnaissance d'eux-mêmes. Ses films portent aussi sur les pionniers en tant que tels et leur ambiguïté, livrés à eux-mêmes face à la nature. La sauvagerie lancinante des personnages marque pour l'essentiel les westerns de Mann, aspect que Sam Peckinpah développe encore davantage. Elle est d'ailleurs admirablement incarnée par James Stewart qui tourne sous la direction de Mann dans six films, dont cinq westerns.
Anthony Mann réalise en 1957 son premier film de guerre, Cote 465 (Men in War), où il reprend avec réussite les recettes qu'il a su si bien appliquer au western et au film noir.
Mann est engagé en 1959 comme réalisateur de la superproduction Spartacus avec une pléiade de stars de Hollywood. À la suite de désaccords avec l'acteur et producteur Kirk Douglas sur l'approche du film, le cinéaste est « remercié » par la société de production : Douglas, conscient que Mann ne maîtrise pas complètement son sujet et sa mise en scène, lui annonce au soir du 13 février 1959 qu'il ne fait pas l'affaire. Selon les dires de Douglas, il prend « philosophiquement » la chose. Une version qui apparaît plus que probable puisque les deux hommes se retrouvent en 1965, cette fois sans encombre, pour le film Les Héros de Télémark, aventure historique tirée d'une histoire vraie pendant la Seconde Guerre mondiale. C'est par ailleurs le dernier film que Mann dirige jusqu'au bout.
Malgré la déconvenue de Spartacus, le producteur Samuel Bronston lui confie au début des années 1960, deux grosses productions historiques : en 1962, il réalise Le Cid avec Charlton Heston et Sophia Loren, qui rencontre le succès public et critique.
Puis il signe en 1964 La Chute de l'Empire romain, production ambitieuse mais qui se solde en revanche par un échec public et critique, scellant pour de longues années le sort des péplums (genre cinématographique jadis populaire dans les années 1950 et qui ne retrouve les faveurs du public qu'avec le succès de Gladiator en 2000).
En 1967, il meurt subitement pendant le tournage de Maldonne pour un espion, film qui est achevé par l'acteur principal, Laurence Harvey.

## Filmographie (réalisateur)

### Années 1930
- 1939 : The Streets of New York (TV)

### Années 1940
- 1942 : Le Mystérieux Docteur Broadway (Dr Broadway)
- 1942 : Clair de lune à La Havane (Moonlight in Havana)
- 1943 : Fille d'artistes (Nobody's Darling)
- 1944 : My Best Gal
- 1944 : L'Esprit pervers (Strangers in the Night)
- 1945 : Two O'Clock Courage
- 1945 : La Cible vivante (The Great Flamarion)
- 1945 : Sing Your Way Home
- 1946 : Strange Impersonation
- 1946 : The Bamboo Blonde
- 1947 : Desperate + scénario
- 1947 : L'Engrenage fatal (Railroaded !)
- 1947 : La Brigade du suicide (T-Men)
- 1948 : Marché de brutes (Raw Deal)
- 1948 : Il marchait dans la nuit (He Walked by Night) (non crédité)
- 1949 : Le Livre noir (Reign of Terror)
- 1949 : Incident de frontière (Border Incident)
- 1949 : La Rue de la mort (Side Street)

### Années 1950
- 1950 : Les Furies (The Furies)
- 1950 : La Porte du diable (Devil's Doorway)
- 1950 : Winchester '73
- 1951 : Le Grand Attentat (The Tall Target)

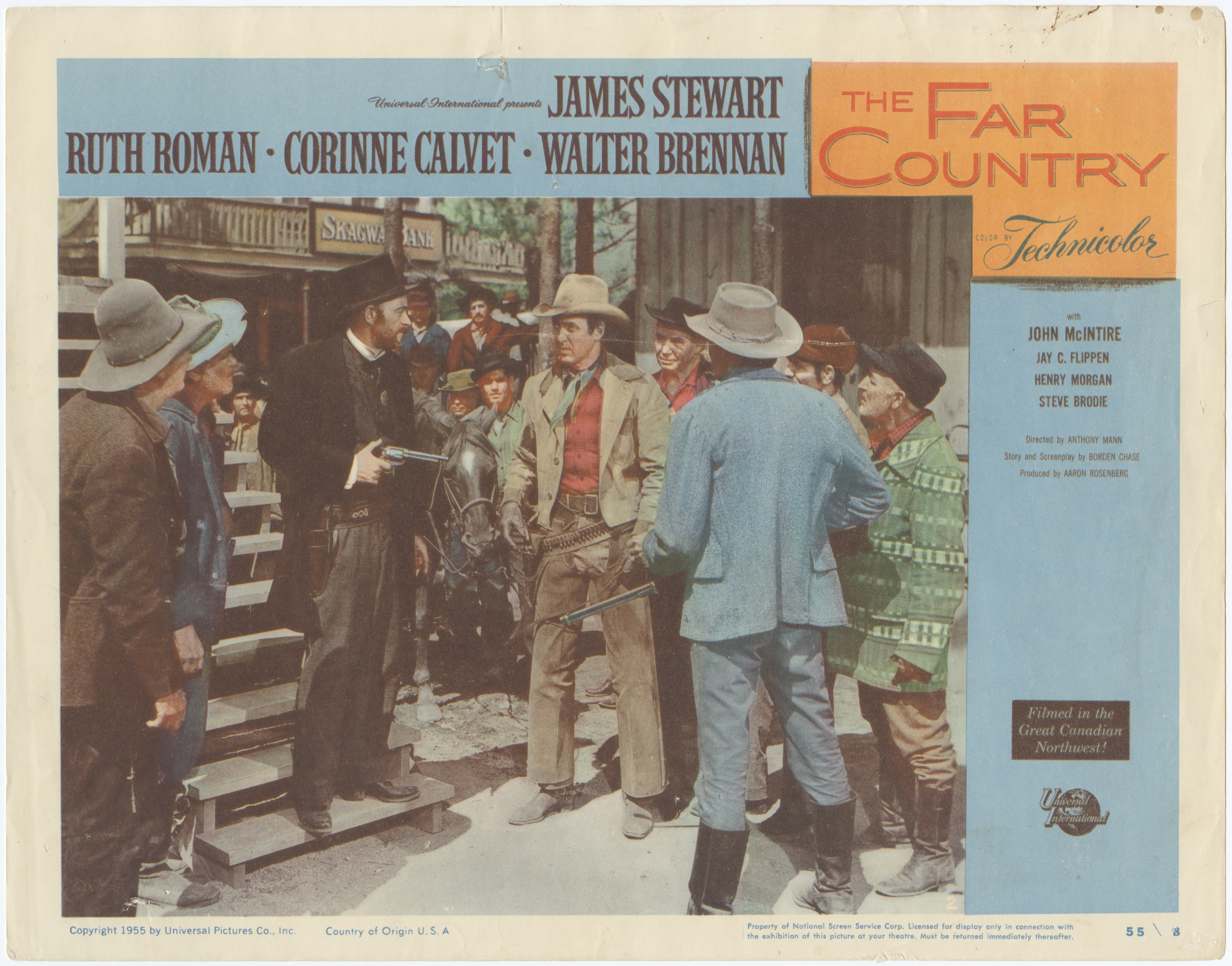
Affiche pour Je suis un aventurier (1954)

- 1951 : Quo vadis de Mervyn LeRoy (Anthony Mann tourne les scènes de l'incendie de Rome)
- 1952 : Les Affameurs (Bend of the River)
- 1953 : L'Appât (The Naked Spur)
- 1953 : Le Port des passions (Thunder Bay)
- 1953 : Romance inachevée (The Glenn Miller Story)
- 1954 : Je suis un aventurier (The Far Country)
- 1955 : Strategic Air Command
- 1955 : L'Homme de la plaine (The Man from Laramie)
- 1955 : La Charge des tuniques bleues (The Last Frontier)
- 1956 : Serenade (Serenade)
- 1957 : Cote 465 (Men in War)
- 1957 : Du sang dans le désert (The Tin Star)
- 1958 : Le Petit Arpent du bon Dieu (God's Little Acre)
- 1958 : L'Homme de l'Ouest (Man of the West)

### Années 1960
- 1960 : Spartacus. Film terminé et signé par Stanley Kubrick probablement en raison de désaccords avec Kirk Douglas, producteur du film.
- 1960 : La Ruée vers l'Ouest (Cimarron)
- 1961 : Le Cid (El Cid)
- 1964 : La Chute de l'Empire romain (The Fall of the Roman Empire)
- 1965 : Les Héros de Télémark (The Heroes of Telemark)
- 1968 : Maldonne pour un espion (A Dandy in Aspic)